# تئاتر بداهه

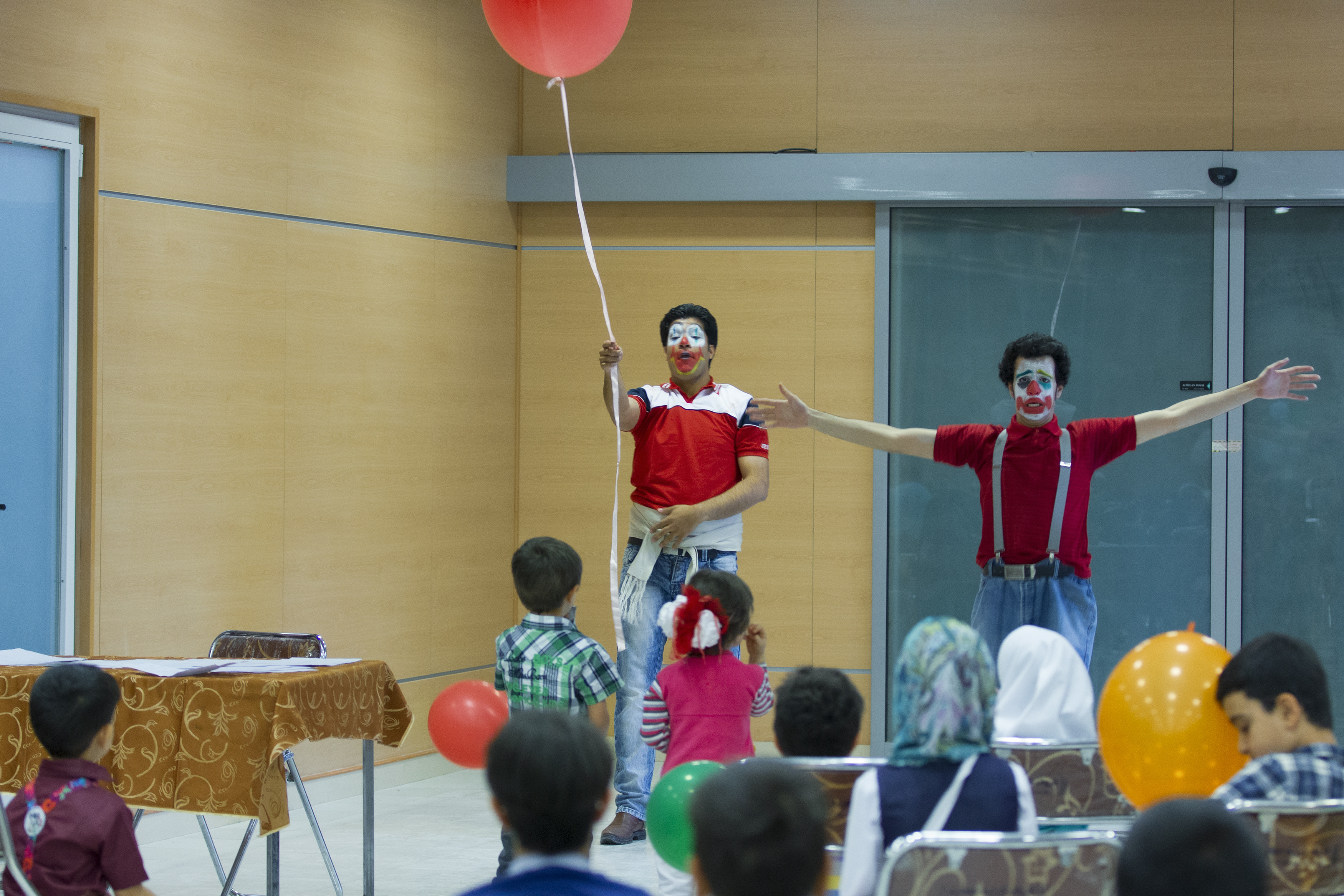
اجرای تئاتر طنز بداهه برای کودکان در حاشیه یک همایش

تئاتر بداهه گونه‌ای از نمایش است که در آن بیشتر آنچه که اجرا می‌شود در جا و بدون برنامه‌ریزی قبلی ساخته و پرداخته می‌شود. در خالص‌ترین گونهٔ آن، گفتگوها، بازی‌ها، داستان و شخصیت‌ها با همکاری دسته جمعی بازیگران همین‌طور که نمایش پیش می‌رود ایجاد می‌شوند. در برخی گونه‌های دیگر، در مورد بعضی از این موارد از قبل تصمیم‌گیری می‌شود و باقی در حین اجرای نمایش ایجاد می‌شوند.

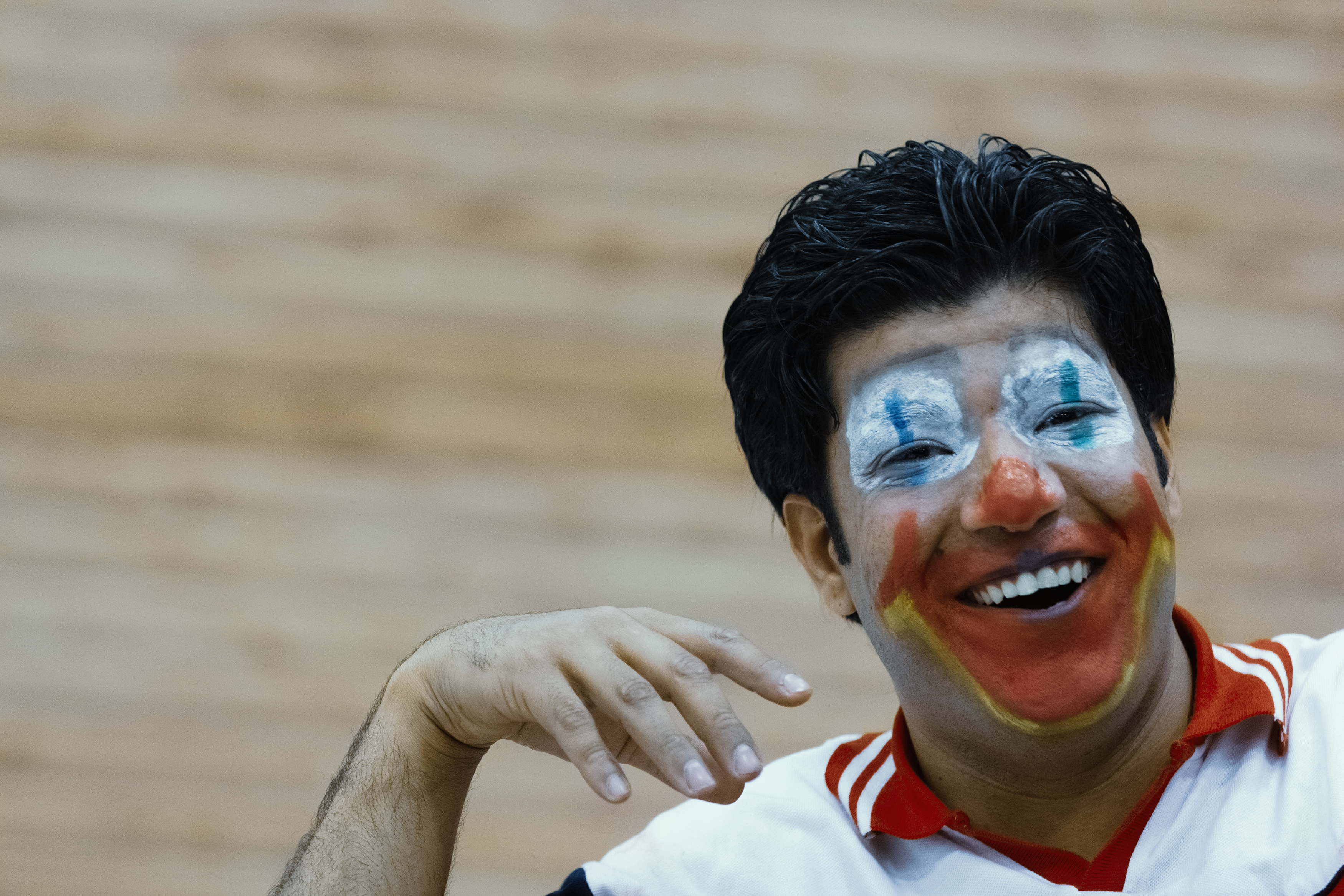
گریم صورت برای اجرای کمدی بداهه

## کمدی بداهه
کمدی بداهه نوین، همان‌طور که در غرب رواج دارد، به‌طور کلی به دو دسته کوتاه و بلند شکل تقسیم می‌شود.
فرم کوتاه شامل صحنه‌های کوتاهی است که معمولاً از یک بازی، ساختار یا ایده از پیش تعیین شده ساخته می‌شوند و توسط پیشنهاد مخاطب هدایت می‌شوند. بسیاری از تمرینات فرم کوتاه ابتدا توسط ویولا اسپولین، که آنها را بازی‌های تئاتر می‌نامید، تحت تأثیر آموزش وی از متخصص بازی‌های تفریحی، نوا بوید، ایجاد شد. مجموعه تلویزیونی کمدی بداهه فرم کوتاه به هر حال خط کیست؟ بینندگان آمریکایی و انگلیسی را با فرم کوتاه آشنا کرده‌است.
مجریان بداهه فرم بلند نمایش‌هایی را ایجاد می‌کنند که در آنها صحنه‌های کوتاه اغلب با داستان، شخصیت یا مضامین مرتبط هستند. نمایش‌های بلند ممکن است به شکل یک نوع تئاتر موجود باشد، به عنوان مثال یک نمایش تمام قد یا یک نمایش موزیکال به سبک برادوی مانند برادوی خود به خودی. یکی از معروف‌ترین ساختارهای شکل بلند، هارولد است که توسط Del Close، بنیانگذار المپیک بداهه ساخته شده‌است. اکنون بسیاری از این ساختارهای بلند شکل وجود دارد.